# 周伟 (1974年)
周伟（1974年7月—），男，汉族，江苏省张家港市人，中华人民共和国地方官员，中国共产党党员。曾任苏州市政府秘书长、中共昆山市委书记等职。2024年12月14日，宣誓就任常州市人民政府代理市长，翌年1月10日去代转正，正式担任常州市市长。